# Tuři Svitavy
Tuři Svitavy (sponzorským názvem: DEKSTONE Tuři Svitavy) je český basketbalový klub, který sídlí ve Svitavách v Pardubickém kraji. Od sezóny 2010/11 působí v české nejvyšší basketbalové soutěži, známé pod sponzorským názvem Kooperativa NBL. Klubové barvy jsou červená a bílá.
Počátky svitavského basketbalu sahají do 50. let 20. století, kdy samotnou hru do města přinášejí textilní odborníci z Brna. První oficiální zápas sehráli svitavští basketbalisté v roce 1951 pod hlavičkou národního podniku Vigona. Již pod názvem TJ Svitavy družstvo mužů od šedesátých let působilo v nejnižší krajské soutěži. V krajských soutěžích působilo družstvo víceméně až do historického roku 2004, kdy působilo naposled v oblastní soutěži. Od tohoto okamžiku se Svitavy účastnily celostátních soutěží. V roce 2010 získali svitavští licenci do nejvyšší soutěže od krachujících Poděbrad, díky čemuž poprvé v historii administrativně postoupili do NBL.
Na mezinárodní scéně je největším úspěchem účast ve FIBA Europe Cupu ročníku 2018/19. V prvním předkolu Svitavy narazily na těžkého soupeře v podobě tureckého İstanbulu Büyükşehir Belediyespor. V prvním domácím utkání podlehli tureckému mužstvu o 25 bodů výsledkem 74:99. Druhé utkání v Istanbulu opanoval opět turecký celek a to po výsledku 98:78. Svitavy se tak v první konfrontaci s pohárovou Evropou rozloučily bez zisku jediného vítězství.
Své domácí zápasy odehrává ve sportovní hale Na Střelnici s kapacitou 925 diváků.

## Historické názvy
Zdroj: 
- 1951 – Vigona Svitavy
- 196? – TJ Svitavy (Tělovýchovná jednota Svitavy)
- 2001 – Basketbal Svitavy
- 2009 – Basketbal QANTO Svitavy
- 2011 – Tuři Svitavy
- 2015 – BOHEMILK Tuři Svitavy
- 2016 – DEKSTONE Tuři Svitavy

## Soupiska sezóny 2018/2019
Zdroj: 
| Číslo | Stát      | Hráč           | Ročník | Výška  | Příchod z                                   |
|       | Česko     | Eduard Kotásek | 1998   | 189 cm | BA Nymburk                                  |
|       | Česko     | Luboš Kovář    | 2000   | 203 cm | BA Nymburk                                  |
|       | Česko     | Martin Novák   | 1993   | 199 cm | Basketbal Olomouc                           |
|       | USA       | Sean O'Brien   | 1994   | 201 cm | Southern Illinois Salukis (USA, univerzita) |
|       | Česko     | Matěj Svoboda  | 1996   | 200 cm | ČEZ Basketball Nymburk                      |
|       | Česko     | Marek Welsch   | 1999   | 180 cm | Get Better Academy (GBA)                    |
|       | USA       | Russell Woods  | 1994   | 203 cm | NH Ostrava                                  |
| 8     | Slovensko | Roman Marko    | 1986   | 192 cm | Orli Prostějov                              |
| 12    | Česko     | Tomáš Teplý    | 1987   | 192 cm | BK Synthesia Pardubice                      |
| 20    | Česko     | Šimon Puršl    | 1997   | 204 cm | Basket Zaragoza (Španělsko)                 |
| 22    | Česko     | Jiří Jelínek   | 1987   | 204 cm | BK Armex Děčín                              |
| 25    | Česko     | Pavel Slezák   | 1984   | 186 cm | Orli Prostějov                              |

## Umístění v jednotlivých sezonách
Zdroj: 
Legenda: ZČ – základní část, červené podbarvení – sestup, zelené podbarvení – postup, fialové podbarvení – reorganizace, změna skupiny či soutěže
| Česko (2004 – ) |                         |           |                 |           |                             |
| Sezóna          | Název v ročníku         | Úroveň    | Soutěž          | ZČ        | Play-off                    |
| 2004/05         | Basketbal Svitavy       | 3. úroveň | 3. liga – sk. B | 4. místo  |                             |
| 2005/06         | Basketbal Svitavy       | 3. úroveň | 3. liga – sk. B | 8. místo  |                             |
| 2006/07         | Basketbal Svitavy       | 3. úroveň | 3. liga – sk. B | 8. místo  |                             |
| 2007/08         | Basketbal Svitavy       | 3. úroveň | 2. liga – sk. B | 12. místo |                             |
| 2008/09         | Basketbal Svitavy       | 3. úroveň | 2. liga – sk. B | 1. místo  | Finálová skupina (1. místo) |
| 2009/10         | Basketbal QANTO Svitavy | 3. úroveň | 2. liga – sk. B | 1. místo  | Koupě licence od Poděbrad   |
| 2010/11         | Basketbal QANTO Svitavy | 1. úroveň | Mattoni NBL     | 11. místo |                             |
| 2011/12         | Tuři Svitavy            | 1. úroveň | Mattoni NBL     | 9. místo  | Předkolo                    |
| 2012/13         | Tuři Svitavy            | 1. úroveň | Mattoni NBL     | 11. místo |                             |
| 2013/14         | Tuři Svitavy            | 1. úroveň | Mattoni NBL     | 11. místo |                             |
| 2014/15         | Tuři Svitavy            | 1. úroveň | Kooperativa NBL | 9. místo  |                             |
| 2015/16         | BOHEMILK Tuři Svitavy   | 1. úroveň | Kooperativa NBL | 8. místo  | Čtvrtfinále                 |
| 2016/17         | DEKSTONE Tuři Svitavy   | 1. úroveň | Kooperativa NBL | 7. místo  | Čtvrtfinále                 |
| 2017/18         | DEKSTONE Tuři Svitavy   | 1. úroveň | Kooperativa NBL | 4. místo  | Zápas o 3. místo (prohra)   |
| 2018/19         | DEKSTONE Tuři Svitavy   | 1. úroveň | Kooperativa NBL | 2. místo  | Zápas o 3. místo (prohra)   |
| 2019/20         | DEKSTONE Tuři Svitavy   | 1. úroveň | Kooperativa NBL |           |                             |

## Účast v mezinárodních pohárech
Zdroj: 
| Výkonnostní úrovně |
| mezikontinentální úroveň – Interkontinentální pohár                                                                                                  |
| 1. výkonnostní úroveň – Pohár mistrů evropských zemí, FIBA SuproLeague, Euroliga                                                                     |
| 2. výkonnostní úroveň – Pohár vítězů pohárů, Saportův pohár, ULEB Eurocup                                                                            |
| 3. výkonnostní úroveň – Koračův pohár, FIBA EuroCup Challenge (2002–2003), FIBA EuroChallenge, FIBA Europe Cup (2015–2016), Basketbalová liga mistrů |
| 4. výkonnostní úroveň – FIBA EuroCup Challenge (od r. 2003), FIBA Europe Cup (od r. 2016)                                                            |

Legenda: EL – Euroliga, PMEZ – Pohár mistrů evropských zemí, IP – Interkontinentální pohár, FSL – FIBA SuproLeague, UEC – ULEB Eurocup, BLM – Basketbalová liga mistrů, FEC – FIBA Europe Cup, PVP – Pohár vítězů pohárů, SP – Saportův pohár, KP – Koračův pohár, FECH – FIBA EuroChallenge, FECCH – FIBA EuroCup Challenge
- FEC 2018/19 – 1. předkolo